# Правила білоруської ортографії та пунктуації 2008 року
Правила білоруської ортографії та пунктуації 2008 року (біл. Правілы беларускай арфаграфіі і пунктуацыі 2008 года; біл. тарашк. Правілы беларускай артаграфіі і пунктуацыі 2008 году; Praviły biełaruskaj artahrafii j punktuacyi 2008 hodu), також лукаше́нківка (біл. лукашэнкаўка; łukašenkaŭka) — звід правил білоруського правопису (наркомівки), затверджений вперше у світовій історії мовознавства у формі закону «Про правила білоруської ортографії та пунктуації» 23 липня 2008 р. (набув чинности 1 вересня, 2010) Палатою представників та особисто першим президентом Республіки Білорусь Олександром Лукашенком. До затвердження цього закону останні офіційні правила білоруського правопису були затверджені постановою Ради Міністрів БРСР у 1957 р. та зводом «Правила білоруської ортографії та пунктуації» 1959 р. — часткові зміни правопису, які не були реформою, але уточнили та розвивали реформу білоруського правопису 1933 року. У деяких джерелах звід 1959 року виступає як «видання 1957-1959».

## Історія
Вирішення питання правопису в Білорусі, що виникло внаслідок зросійщенню політичною реформою білоруського правопису в 1933 році, було спрямоване на Комісію з удосконалення правопису (голова Геннадій Цихун) Товариства білоруської мови, до складу якої входили Вінцук Вячорка та Дмитро Санько, серед інших. Комісія активно працювала в 1991-1992 рр., а в 1993 р. опублікувала свої пропозиції. Свідченням офіційного визнання необхідности уточнення правопису стало внесення відповідного пункту в «Державну програму розвитку білоруської мови та інших національних мов у Білоруській РСР» та наступні логічні кроки: проведення Республіканської Наукова конференція «Проблеми правопису білоруської мови» в Академії наук 19-20 листопада 1992 р. Прийняття Радою Міністрів у 1993 р. постанови № 556 «Про уточнення правопису білоруської літературної мови» та, з метою реалізувати резолюцію, створити Державну комісію з роз'яснення правопису (голова Ніл Гілевич), до якої входили переважно представники офіційних структур. Комісія висунула ряд пропозицій для громадського обговорення, але радикальна трансформація загальної ситуації в країні (серед іншого - повернення влади до політики зросійщення) зробила подальше існування комісії неможливим, тому вона припинила своє існування рік пізніше, доручивши Академії наук Міністерству освіти. У 1995 р. підготувати до друку нову редакцію «Правил білоруської ортографії та пунктуації» (з додаванням правил білоруської ортоепії). Остаточні рекомендації, опубліковані 13 вересня 1994 р., стверджували, що хоча повернення певних дореформенних норм може бути бажаним, час для таких змін ще не був належним.
У 1997 р. під егідою Інституту мовознавства та Міністерства освіти розпочалася регулярна робота з редагування білоруської ортографії. Сформована команда мовознавців на чолі з Олександром Підлужним, над цим питанням працювали Олександр Кривицький, професор Арнольд Міхневич, Павло Шуба, Михась Явневич та його дочка Олена Цясевич. У 1998 році Олександр Підлужний зазначив, що в одній зі своїх публікацій він закликав режим Лукашенко здійснити жорсткі дії щодо користувачів класичного правопису.
У 1999 році проєкт Підлужного був направлений на катедру білоруської мови в різні білоруські університети, але ця пропозиція не викликала особливих дискусій. Лише 19 листопада 1999 р. доцент катедри білоруського мовознавства Білоруського державного педагогічного університету Алеся Кауруса опублікував у журналі «Літаратура і Мастацтва» статтю «Які ён, «новы правапіс?», де не було рекомендувано затвердити проєкт Підлужного. 18 лютого 2000 р. доцент Гомельського університету Дмитро Павловець опублікував у тому ж журналі статтю під назвою «Паспех — курам на смех: Патрэбны грунтоўны арфаграфічны звод». Професор Гродненського університету Павло Стьятко у своєму детальному огляді сучасних мовних реалій та проєкті нової редакції «Правил білоруської ортографії та пунктуації», оцінюючи розділ «Правапіс марфем», робить висновок:
|  | Багато штучного, фіксуючого багатомовну тряску. |

Рецензент зосередився на критиці Тетяни Рамзи, старшого наукового співробітника Інституту мовознавства, у розділі «Асабовыя ўласныя імёны і прозвішчы». Пізніше, в останній редакції Міністерського проєкту, розділ, який спричинив найбільш критичні атаки професора Стьятко, зник.
15 березня 2001 року Олександр Підлужний виступив з доповіддю про проєкт на засіданні Президії Академії наук. Кореспондент «Радыё Рацыя» Віктор Мухін у своїй статті «Новы правапіс: між «бюстгальтарам» і «ніёбіем» розповів про особливості обговорення проєкту:
|  | Академік Сущеня запитав у Олександра Падлужного, яким правописом створений тритомний "Російсько-білоруський словник" під редакцією Кондрата Крапіви. Ще один його колега запитав у директора Інституту мовознавства, як має бути білоруською: «экалёгія» чи «экалогія». Питання білоруських вчених свідчили про їх незнання не лише в правописі, а й у білоруській мові загалом. Зустріч тривала російською мовою. |

Після обговорень у департаментах Міністерство освіти зібрало відгуки, і в результаті з’явилася збірка переглядів проєкту з урахуванням зауважень та пропозицій інших мовознавців. 22 грудня проєкт затвердив Президія Академії наук.
14 березня 2003 р. Спілка письменників Білорусі скликала "круглий стіл" за участю письменників та мовознавців і загалом критикувала низку пропозицій. Завершений проєкт нових правил був переданий на розгляд Адміністрації Президента і згодом став основою нового закону. Однак не всі положення проєкту Підлужного були враховані Міністерством освіти у остаточно затверджених «Правилах білоруської ортографії та пунктуації». Правила проєкту почали цитувати в газеті "Звязда", що порушило рішення Ради Міністрів № 556 від 17 серпня 1993 р. «Про уточнення правопису білоруської мови» за підписом першого заступника голови Ради Міністри Михайло Мяснікович.
У 2004 році з’явилася третя і остаточна версія проєкту Підлужного, але процес його офіційного прийняття був дуже повільним. Тоді заступник директора Інституту мовознавства Олександр Лукашанець зізнався:
|  | Після затвердження проєкту «Правил білоруської ортографії та пунктуації» на засіданні Президії Національної академії наук Білорусі його було направлено до відповідних державних органів для затвердження. Однак цей процес відбувається дуже повільно. Зараз робляться кроки, щоб пришвидшити цю проблему. |

У 2005 році після візиту Олександра Підлужного та Олександра Лукашанця до Міністерства освіти та підтримки призначеного Олександром Лукашенко міністра освіти Олександра Радькова, прийняття третього видання проєкту правопису прискорилося.
У 2006 році Міністерство освіти створило чергову робочу групу для чергового коригування проєкту Підлужного. У результаті з’явився новий проєкт, який ще більше відійшов від свого прототипу. За словами Олександра Радькова, в комісії взяли участь:
|  | брали участь представники громадськості та співробітники «Настаўніцкай газети», ... молоді вчені, а також вчителі білоруської мови і методисти. |

Комісію очолювали Олександр Лукашанець (1954 р.н.) та Віктор Івчанков (1962 р.н.), професор журналістики Білоруського державного університету, радник міністра освіти у ЗМІ та зв’язках з громадськістю. Мовознавець Зміцер Саука не виключає, що завдяки Віктору Івчанкаву особливости проєкту Міністерства освіти стали протиставлятися проєкту Підлужного. 25 серпня 2006 р. Олександр Радков відвідав Олександра Лукашенко і порушив питання про необхідність прийняття нової редакції правил ортографії та пунктуації білоруської мови. Лукашенко доручив винести проєкт на розгляд протягом двох тижнів.
Наприкінці серпня — на початку вересня на сторінках державних ЗМІ з'являлася інформація про майбутні зміни правопису. Деякі спостерігачі стверджували, що «влада пішла в черговий наступ, можливо, заборонивши класичний правопис». Пізніше ці підозри були підкріплені заявою Олександра Лукашанця:
|  | Не знаю, чи забороняти "тарашкевицю"... Якби це залежало від мене, я б заборонив! |

У жовтні 2007 року, напередодні прийняття Палатою представників Національних зборів закону «Про правила білоруської ортографії та пунктуації» Олександр Радков загалом відкрито заявив, що мета документа — заборонити «незаконне використання в періодичних виданнях» класичного правопису. 1 вересня 2010 року набрав чинности закон "Про правила білоруської ортографії та пунктуації" від 23 липня 2008 року.

## Основні зміни в правописі
Основні відмінності в офіційних правилах білоруської мови у 2008 р. від правил 1957 р. (у вужчому значенні — редакції 1957-1959 років) та мовного проєкту Олександра Підлужного у 2003 р. та остаточної редакції, переглянутої Міністерством освіти:
| Правила білоруської ортографії та пунктуації 1957-1959 років | Проєкт Олександра Підлужного | Правила білоруської ортографії та пунктуації 2008 року(після перегляду Міністерством освіти Республіки Білорусь) |
| Акання в поєднанні «-i + голосний» у словах іншомовного походження | | |
| Ненаголошене «о» передається через «а» незалежно від походження слова. Винятки: ада́жыо, капры́чыо, сальфе́джыо, тры́о; Анто́ніо, Ма́о, Ца́о, Ся́о; Анта́рыо, Більба́о, Міндана́о, Цында́о, То́кіо | Поєднання голосних «io» під наголошенням та «ia» під ненаголошенням передаються як «іё» («ыё»), «іё» («ыя»): Наприклад: радыё, трыё, адажыё, Токіё, Рыё-дэ-Жанэйра; біёлаг, сацыёлаг, трыёд, шпіён, іён; біялогія, сацыялогія, трыяда, шпіянаж, аўдыявізуальны, варыяскапічны, варыяфільм. У деяких словах іо (іа) прибираються, коли з «іё» слова звучать нечутно (дыоптрыя, эфіоп, ніобіевы) Рішення Ортографічної комісії ТБМ щодо питання освоєння «-io» збіглося з пропозицією Підлужного і також розширилося на «iu» Таке написання іноді зустрічається в довідниках та офіційних документах. СІС: эўдыёметр, рэка́мбіё; БелЭн: Сен-Брыё і інш. | Літера «о» пишеться лише, коли вона наголошена під тиском; літери «іё» («ыё») пишуться під наголошенням, а «ія» («ыя») не під наголошенням: Наприклад: адажыа, трыа, Токіа, Ватэрлоа, але радыё; біёлаг, біёграф, дамініён, Ліён, аксіёма, бібліёграф, біялогія Мовознавець Зміцер Савко зазначає, що автори Міністерського проєкту відкинули навіть те, що містилось у проєкті Підлужного, і запропонували найбільш невдале рішення, оскільки «фонетичний зв’язок із початковою формою втрачається, слово стає невпізнанним, не відповідає прототипу». Проєкт міністерства піддався критиці за розбіжність у власних правилах. Наприклад, Рыа-Грандэ і Рыа-дэ-Жанэйра (§ 27: 1) пишуться через «а», але Сант-Эліё і Дзі Віторыё (§ 25: 1-2) з літерою «ё», що суперечить правилу написання ненаголошеного«а» і посилається на проєкт Підлужного Мовознавець Зміцер Савка зазначає, що Проект штучно породжує міжмовну омонімію десятками слів через збіг оригінальної жіночої форми та білоруської чоловічої форми у власних іменах: Antonia (яна) — Антоніа (ён) |
| Акання з кінцевим сполученням «голосний + ненаголошене o» | | |
| Остаточні поєднання «голосний + ненаголошене o» у словах неслов'янського походження вводяться у винятках: Наприклад: Токіо, Ватэрлоо, Медэо | Буква «о» пишеться в невелій групі слів, власних іменах та географічних назв іноземного походження для позначення ненаголошеного звука [о] після голосних «о», «а» в кінці слів: Наприклад: макао, Ватэрлоо, Більбао, Мао, Сяо, Цао, Рамэо. | Старі винятки усуваються, а «голосний + ненаголошене o» перадаються через «а»: Токіа, Ватэрлоа, Маа, Цындаа Мовознавець Зміцер Савко зазначав, що після розширення акання до «голосний + ненаголошене o» відбудеться «втрата фонетичного зв'язку з початковою формою, що зробить білоруські форми невпізнанними та спричинить появу нових небажаних асоціацій: напр., кит. Мао Цзэ-дун → Маа і ест. maa — зямля, краіна» |
| Заміна «-эр», «-эль» на «-ар», «-аль» у словах іншомовного походжання | | |
| Заміна «-er» і «el» на «-эр» і «эль» у словах іноземного походження: Наприклад: гендэр, гунтэр, камп’ютэр, лідэр, дрыфтэр, крофтэр, філістэр | Ненаголошені закінчення «-эль», «-эр» у запозичених словах передаються як -аль, -ар: Наприклад: шніцаль, шпіндаль, шпаталь, міталь, форталь, карцар, грэйдар, лідар, камп’ютар, пэйджар, рэйсфедар, эспандар, тэндар, ордар, менэджар, фюрар, фарватар. Рішення Ортографічної комісії ТБМ про розширення якону запозиченими словами, що закінчуються ненаголошеними "-ar" (з "-er") та "-al" (з "-el"), збігається з пропозицією Підлужного | Ненаголошені закінчення «-эль», «-эр» у запозичених словах передаються як «-аль», «-ар»:Наприклад: шні́цаль, шпа́таль, мі́таль, фо́рталь, ка́рцар, грэ́йдар, лі́дар, камп’ю́тар, пэ́йджар Рішення Ортографічної комісії ТБМ про розширення акання запозиченими словами, що закінчуються ненаголошеними «-ар» (з «-er») і «-аль» (з «-el»), збігається з остаточним проєктом «Білоруської ортографія та пунктуації» У деяких запозиченнях та похідних від них словах у білоруській мові етимологічне [э] передається через «ы»: брызэнт, дрызіна, інжынэр, канцылярыя, рысора, цырымонія, що було затверджено в граматиці Тарашкевича та згодом переглянуто в Академічному проєкті реформи правопису Білорусі 1930 року. На думку Змітра Савки, початок перегляду цієї особливости білоруського правопису не є позитивним. Білоруський поет Володимир Дубука зазначав факт зменшення термінологічної можливости мови та труднощі ідентифікації лексеми в цій ситуації під час дискусії про проведення наголосу на ненаголошеному «о» в запозиченнях: отже, два різні терміни — anthologia (збірка) та ontologia (філософське вчення) одна лексема: анталёгія. На думку Змітра Савкі проведення «араціїі» призводить до ерозії та подальшого скасування одного з основних принципів білоруської ортографії — відокремлення власної та запозиченої лексики, тобто її амонімізації, що формально проявляється у появі (ка́тэр «тип судна» і ка́тар «хвороба» → ка́тар), (ка́тэр «тип судна» → ка́тар і Ка́тар (держава) → Ка́тар), (лі́хтэр «тип баржі» → лі́хтар і ліхта́р «освітлювальний пристрій» → ліхта́р) |
| Зміцер Савко зазначав, що, на перший погляд, введення "арації" допомагає закріпити специфічні особливості білоруської мови на письмі, але водночас нагадує слова автора цього правила — білоруського мовознавця Вінцука Вячорки, який незабаром відкинув цю ідею — двоскладовими - запозиченнями, де кожен звук має більше інформаційного навантаження: сэтэр, унтэр, табэль. За його словами, сьогодні цю ортограму не можна однозначно кодифікувати. | | |
| Акання в числівниках «дзявяты», «дзясяты», «сямнаццаць» і «васямнаццаць» | | |
| Числівники «дзевяты», «дзесяты», «семнаццаць» і «васемнаццаць» становлять виняток із загального правила акання Британський білорусоніст Пітер Майо в 1977 р. розглянув проблему цих винятків у білоруському правописі | Пропозиція А. Підлужного та її впровадження у звіді правил 2008 року ідентичні | Голосні «е», «ё» в першому складі перед наголосом на букві позначаються буквою «я»: … дзéвяць — дзявя́ты, дзéсяць — дзяся́ты, сем — сямна́ццаць, во́сем — васямна́ццаць… Зміцер Савка зазначав це нововведення як «безперечно позитивний момент Проєкту» |
| Акання в скорочених словах і абревіатурах | | |
| Відповідно до § 135 звіду 1959 року «В останній частині деяких скорочених слів етимологічне «о» може бути відновлене під наголошенням, яке не зустрічається в повному слові, наприклад: райком (раённы камітэт), нарком (народны камісар), селькор (сельскі карэспандэнт), парторг (партыйны арганізатар) і інш». Зміцер Савка зазначав в цьому правилі явний "русоцентричний" вплив                                                                   | Пропозиція Підлужного та її імплементація в Звіді правил 2008 року ідентичні | У абревіатурах скорочені частини пишуться як у відповідних повних словах: Наприклад: гарсавет (гарадскі), прафсаюз (прафесійны), ... прамкамбінат (прамысловы), ... Цэнтрвыбаркам (цэнтральны выбарчы камітэт), прафкам (прафсаюзны камітэт), ваенкам (ваенны камітэт), гарвыканкам (гарадскі выканаўчы камітэт), селькар (сельскі карэспандэнт), юнкар (юны карэспандэнт), член-кар. (член-карэспандэнт), лінкар (лінейны карабель), ... газпрам (газавая прамысловасць)… Зміцер Савка зазначав, що “практика 1990-х - 2000-х років білорусіянізувала форму цих слів” і затверджує цю ортограму |
| Зміни в написанні «э» замість «е» за фонетичним принципом | | |
| В ортографічних правилах 1957-1959 рр. Фонетичний принцип при написанні «э»/«е» не завжди реалізовувався: Наприклад: Шапен, Кенедзі, Насер, Нені | Пропозиція Підлужного та її реалізація в збірці 2008 року ідентичні | У словах іноземного походження букви «э», «е» пишуться як під наголошенням, так і під не під наголошенням відповідно до літературної вимови. Наприклад: на початку слова: э́ра, эсэ́, э́ўрыка, э́пас, э́тыка; але ерэты́к, Еўро́па, Еўпато́рыя, Ерэва́н, Еўфра́т У кінці незмінних слів, а також власних імен та географічних назв після приголосних, крім л, к, пишуться э:Наприклад: купэ́, рэзюмэ́, рэнамэ́, кафэ́, кабернэ́, плісэ́, дэкальтэ́; Літера «э» у запозичених словах також після губних приголосних, «з», «с», «н» пишеться відповідно до літературної вимови:Наприклад: капэ́ла, пэ́йджар, сурвэ́тка, экзэмпля́р; меда́ль, парла́мент, перспекты́ва, газе́та Зміцер Савка вказує на той факт, що новітня білоруська ортографія імітує ортограму літери «э» з російської збірки Якова Ґрота "Російський правопис" 1885 р., де «э» реалізується майже виключно в запозичених словах, що, на думку мовознавця, ігнорує багато білоруських слів та форм слів із «э» після затверділих Зміцер Савка зазначав, що всі слова, наведені у прикладах із «э» (крім лексеми сурвэ́тка), представляють російську літературну вимову та тотожність російській ортоепічній нормі. Незважаючи на те, що нова білоруська ортографія імітує російську вимову, процес «реабілітації» «э» в запозиченнях, на думку Зміцера Савки, безсумнівно, позитивний. |
| Уніфікація написання прикметників на «-скі», утворених від власних назв | | |
| Прикметники на «-скі» не були уніфіковані в ортографічних правилах 1957-1959 років: «чаньчуньскі» і «цяньшаньскі» писалися з м'яким знаком, тоді як «любанскі» і «астраханскі» — без. | Пропозиція Підлужного та її реалізація в збірці 2008 року ідентичні | Усі прикметники на «-скі», утворені від власних назв, пишуться без пом'якшення: «§ 17.7. М'який знак не пишеться:... прикметниках з наростком „-ск-“, утворениз від іменника на „-нь“: конскі (конь), астраханскі (Астрахань), любанскі (Любань), плзенскі (Плзень), чань-чунскі (Чань-Чунь), цянь-шанскі (Цянь-Шань)» Зміцер Савка зазначав, що поза літературною нормою сполучення «-нь- + -ск-» використовується майже скрізь у народній мові, і виняток із правила становитимуть не орієнталізми, а сама білоруська лексика. Скасування окремого правила для прикметників з китайських назв, які породжають омонімічні пари: Наприклад: Мінск → мінскі, мінь (діалект) → мінскі |
| Розширення написання літери «ў» в деяких слова іншомовного походження | | |
| В ортографічних правилах 1957-1959 рр. «у» не скорочувалось: «у пачатку слоў іншамоўнага паходжання...: праменні ультрафіялетавыя, дзяржаўны універсітэт...» | Пропозиція Підлужного та різниця між її реалізацією у проєкті 2008 року невідомі | Проєкт 2008 р. розширює використання «ў» нескладовага в іноземних словах: Наприклад: для ўніята, ва ўніверсітэце, саўна, фаўна, шоў Змітро Савко зазначав обґрунтованість пропозиції підкорятися основному правилу колишньої групи запозичень. За словами Змітра Савки, збереження компонента «у» в кінці іншомовних слів фрау, Шоу, Ландау, Каратау, Дахау і г.д. (§ 15.1) є невмотивованими через заперечення основ білоруської фонетики, збірки правопису 1959 р. та традиції, що склалася в БелЭс (Брэслаў, Бюлаў, Вірхаў, Дэсаў, Ленаў) |
| Впорядкування малих та великих літер у назвах органів влади, організацій, звань, звань, посад | | |
| Не регулюється набором правил | Пропозиція Підлужного та різниця між її реалізацією у проєкті 2008 року невідомі | З великої літери пишуться «Савет Міністраў Рэспублікі Беларусь», «Канстытуцыйны Суд Рэспублікі Беларусь», «Кіраўнік Адміністрацыі Прэзідэнта Рэспублікі Беларусь», «Патрыяршы Экзарх усяе Беларусі», «Прэзідэнт Рэспублікі Беларусь» (§ 28.1) Зміцер Савка зазначав, що «проєкт враховує лише відповідні політичні інститути нашої реальности, ігноруючи величезний сегмент повсякденного життя, нових реалій та ситуацій» |
| Написання комбінацій «й + голосний» | | |
| Збірник ортографічних правил 1959 р. залишив написання «й + галосний» нерегулярним. Наприклад: Йемен, Нью-Йорк, Іаркшыр, Іаганесбург і г. д. | Пропозиція Підлужного та різниця між її реалізацією у проєкті 2008 року невідомі | Написання літери «ё» замість «йо» на початку, після голосної в середині та в кінці слова (§ 16.3) Наприклад: Ёфе, Нью-Ёрк, фае, секвоя, Мая, Папая Зміцер Савка вважає підпорядкування нерегулярної норми основному правилу позитивним, але є ряд винятків (Іо́сіф, Іо́ў, Іо́на, Іасафа́т, Іаан Багаслоў, Іаган Себасцьян Бах суперечать правилу, наведеному в проєкті) |
| Зміна правил переносу | | |
| Перенос здійснювалась строго по складах | Пропозиція Підлужного та різниця між її реалізацією у проєкті 2008 року невідомі | Відбулась лібералізація правил переносу: «Якщо в середині слова між голосними є поєднання приголосних, воно переноситься в наступний рядок або все це поєднання, або будь-яка його частина. Можна передати: ся-стра, сяс-тра, сяст-ра; во-стры, вос-тры, вост-ры; пту-шка, птуш-ка; кро-пля, кроп-ля; ма-ста-цтва (§ 41.2) » |